# Luke Mulholland
Luke Mulholland est un footballeur anglais né le 7 août 1988 à Preston. Il joue au poste de milieu de terrain.

## Biographie
Après avoir joué au soccer à l'université, Mulholland signe un premier contrat professionnel avec les Hammerheads de Wilmington de la USL Pro. 

## Palmarès
- Champion de NASL : 2011 et 2012